# ニューロファンク
ニューロファンク（Neurofunk、俗称でneuroとも呼ばれる）は、1997年から1998年にかけてイギリスのロンドンでテックステップの進化形として登場した、ドラムンベースのサブジャンルである。
このジャンルは、ファンクよりダークでヘビーかつハードな要素を組み合わせ、テクノ、ハウス、ジャズなどの多様な影響を受けながらさらに発展した。特徴としては、ベースラインの上に連続するスタブ音、鋭利なバックビート、伝統的なメロディの欠如、サブサウンドデザインへの極端な集中、そして、Akai S1000やEmu E6400といったサンプラーからの音声キャプチャーを使用したモジュレーション、ディストーション、フィルタリングされたシンセサイザーの使用が挙げられる。

## 歴史
ニューロファンクは、1990年代後半にドラムンベースやジャングルという広い音楽ジャンルの中で、テックステップから生まれた。テックステップは、1990年代中頃にレイブ（特にイギリスにおいて）が衰退していく中でその名を知られるようになり、急速に人気を集めた。
ニューロファンクの初期の進化は、テックステップから分岐する際に、Ed RushとOpticalによるV Recordingsのシングル「Funktion」（1997年）や 、Virus Recordingsからリリースされた彼らの初アルバム「Wormhole」（1998年）で聞くことができる。

「Neurofunk」という用語が初めて言及されたのは、サイモン・レイノルズによる著書『Energy Flash: A Journey Through Rave Music and Dance Culture』（1998年）である。この本の中で、イギリスの音楽評論家であるレイノルズは、テックステップのスタイルの変化に対する個人的な見解からこの名称を生み出した。具体的には、ブレイクビートがバックビートに置き換えられ、インダストリアルな音色がファンクのハーモニーに置き換えられ、ドロップに対する強調がなくなったとされる。
"ニューロファンク"は、ジャングルの文化的抵抗戦略の最終形であり、"不安のエロティシズム"の究極形である。」